# Hesperodiaptomus wilsonae
Hesperodiaptomus wilsonae är en kräftdjursart som först beskrevs av Reed 1958.  Hesperodiaptomus wilsonae ingår i släktet Hesperodiaptomus och familjen Diaptomidae. Inga underarter finns listade i Catalogue of Life.